# Aliança Internacional da Mulher
A Aliança Internacional da Mulher (em inglês, International Alliance of Women (IAW); em francês, Alliance Internationale des Femmes (AIF)) é o nome atual de uma organização não-governamental fundada em 1904, em prol do direitos da mulher, sob o nome de International Woman Suffrage Alliance (IWSA).
A Aliança Internacional da Mulher remonta à realização de uma conferência em 1902 em Washington, nos Estados Unidos, que reuniu delegados de dez países, dentre cujos resultados estava a necessidade de se criar uma organização mais ativa pró-sufragista, capaz de tornar-se uma alternativa mais eficiente aos trabalhos do International Council of Women. E, portanto, logo em 1904 é formalmente instituída a International Woman Suffrage Alliance (IWSA), quando da realização de uma conferência em Berlim, na Alemanha, que uniu delegados de oito países. Em 1926, o nome da IWSA foi alterado para International Alliance of Women for Suffrage and Equal Citizenship (IAWSEC) num congresso em Paris. Só em 1946, após a 2ª Guerra Mundial, a organização obteve a denominação atual, somado a um subtítulo: International Alliance of Women: Equal Rights – Equal Responsibilities.

## Ligação externa
- Página oficial (em inglês e francês)